# فليش والون 2013
فليش والون 2013 (بالإنجليزية: 2013 La Flèche Wallonne)‏ هو سباق دراجات هوائية أقيم بتاريخ 17 أبريل 2013، تكون السباق من 1 مراحل وامتدّ لمسافة 205 كم بسرعة 42 كم/س، استغرق السباق 4 ساعة 52 دقيقة 33 ثانية. فاز به الإسباني دانييل مورينو وحلّ ثانيا سيرجيو هيناو.

## الترتيب
| م                     | الدرّاج        | البلد    | الزمن                    |
| --------------------- | ------------- | -------- | ------------------------ |
| الفائز بالترتيب العام | دانييل مورينو | إسبانيا  | 4 ساعة 52 دقيقة 33 ثانية |
| الثاني                | سيرجيو هيناو  | كولومبيا |                          |